# Blanca Errázuriz
Blanca Elena Errázuriz Vergara (Viña del Mar, 9 de abril de 1894-Viña del Mar, 20 de marzo de 1940) fue una aristócrata chilena, también conocida como Bianca de Saulles. Fue infame por el asesinato de su primer esposo, el empresario estadounidense John de Saulles. El crimen fue una sensación mediática en los Estados Unidos, llegando incluso a la gran pantalla en una adaptación de Raoul Walsh.

## Su vida y matrimonio
Blanca Errázuriz nació en Viña del Mar, siendo la hija mayor de Guillermo Errázuriz Urmeneta, miembro de la influyente familia Errázuriz de origen vasco, magnate de la minería y que falleció cuando su hija tenía apenas dos años. Su madre, Blanca Vergara Álvarez, era hija de José Francisco Vergara, ingeniero, diputado, periodista, escritor, ministro de Guerra durante la Guerra del Pacífico, fundador de Viña del Mar y dueño de la Quinta Vergara. Realizó sus estudios en el Convento de los Sagrados Corazones en Londres, Reino Unido. 
En 1911 cuando tenía 16 años de edad, conoció a John Gerald Longer de Saulles, cuando él vino a Chile a comprar caballos de polo, deporte que practicaba. Él era un connotado empresario estadounidense y figura de la sociedad de su país, 15 años mayor que ella. De Saulles había estado previamente comprometido con las herederas Mary Elsie Moore (quien luego se casó con el príncipe italiano Marino Alessandro Torlonia de Civitella-Cesi) y con Eleanor Granville Brown, además de ser un destacado jugador de fútbol americano durante sus estudios en la Universidad Yale. 
Después de algunas dificultades con su familia, principalmente producto de la diferencia de edad y religión -ella era católica, él anglicano-, prontamente se comprometieron y el 14 de diciembre de 1911 se casaron en la Iglesia Católica Inglesa de París, Francia. Tras ello, la pareja de recién casados se estableció en la ciudad de Nueva York. El hijo de la pareja, John Longer de Saulles, nació el 25 de diciembre de 1912, siendo su padrino el magnate del acero Charles H. Schwab. 
De Saulles activamente participó en política, apoyando al demócrata Woodrow Wilson durante su campaña presidencial de 1912, de quien se hizo muy amigo. Fue nombrado embajador de los Estados Unidos ante Uruguay en 1914 e incluso prestó juramento por su cargo, antes de renunciar sin ejercer, ya que prefirió continuar manejando sus negocios.

## El divorcio

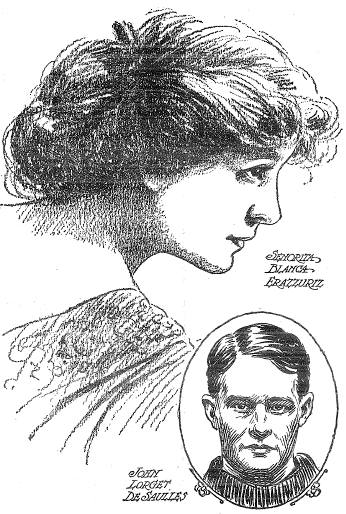
Blanca y John de Saulles.

En 1915, Blanca Errázuriz, en ese entonces tristemente casada, se hizo amiga del italiano Rodolfo Guglielmi (el futuro Rodolfo Valentino), quien trabajaba en Nueva York como bailarín de exhibición y que estaba ganando atención por su interpretación del tango, el baile de moda de la época.   
Por ese entonces, Errázuriz decidió iniciar sus trámites de divorcio. Se desconoce si ella tuvo una relación romántica con Valentino, pero éste aceptó dar declaraciones en la corte durante el juicio de divorcio. El bailarín denunció que De Saulles tenía una relación adúltera con Joan Sawyer, su compañera de baile. De Saulles fue además acusado de varias conductas impropias financieras que involucraban el mal uso de la fortuna de su esposa, declaraciones que fueron validadas al morir De Saulles, ya que se descubrió que él estaba muy endeudado.
John de Saulles no estaba complacido con esto y una vez que se concedió el divorcio, en diciembre de 1916, utilizó sus conexiones políticas para lograr el arresto de Guglielmi junto con una señora de apellido Thyme. Errázuriz declinó defender a su antiguo amigo. Tras pagar una fianza de 1500 dólares, y en desgracia dentro del ámbito artístico neoyorquino, Guglielmi decidió emigrar a California donde iniciaría su carrera bajo el nombre de Rodolfo Valentino, convirtiéndose en una de las estrellas más relevantes del cine.

## El asesinato
Tras el divorcio, el hijo de ambos quedó bajo custodia compartida. De Saulles se negó al veredicto y comenzó una disputa legal por la custodia.
El 3 de agosto de 1917, Blanca manejó desde su hogar en Roslyn hasta el de su exmarido, llamada The Box, en Meadowbrook Colony, cerca de Westbury (Nueva York). Al llegar, cerca de las 20:00, encontró a John de Saulles en la entrada de la casa. Tras discutir por la custodia, ella apuntó con una pistola a De Saulles para que le entregara al niño. Cuando él intentó desarmar a Errázuriz, ella le disparó cinco veces. Aunque fue trasladado rápidamente al hospital del condado de Nassau, John de Saulles falleció a las 22:20. Errázuriz fue detenida en el mismo lugar sin oponer resistencia y fue acusada de homicidio en primer grado. Fue encarcelada en la prisión del condado, en Mineola.
El juicio posterior se volvió una sensación mediática y se mantuvo por meses en las portadas de los diarios. Errázuriz fue defendida por el destacado criminalista Henry Uterhart, que había sido contratado por su madre, quien además hizo gestiones ante el gobierno chileno para que salvara a su hija. Suzanne Monteau, la sirvienta francesa de Blanca y quien la acompañó esa noche, se convirtió en la principal testigo del hecho y declaró a favor de Errázuriz. La chilena se volvió en la favorita de los medios de prensa por su belleza e incluso las sufragistas la convirtieron en un símbolo de la lucha contra la opresión masculina a la mujer, prevalente en esa época.
El 1 de diciembre de 1917, Errázuriz fue unánimemente absuelta de todos los cargos por el jurado, en lo que fue considerado un veredicto "popular".
Su historia fue utilizada como base para la película muda La mujer y la ley, estrenada en 1918 y dirigida por Raoul Walsh. La película contó con las actuaciones de Jack Connors, Miriam Cooper en el rol de Blanca, y Peggy Hopkins Joyce, quien tuvo un romance con el hermano de Blanca, Guillermo Errázuriz, y que luego se suicidó en París en 1922 tras el fracaso de la relación con Joyce. Aunque en la película se hace explícito el caso De Saulle como la base de la historia, los nombres fueron cambiados a "La Salle". El parecido de Miriam Cooper, que además era esposa de Walsh, fue crucial para su rol e incluso fue confundida muchas veces en la calle por Blanca Errázuriz. Tras enfermar, Cooper fue reemplazada por otra actriz, pero al no cumplir con las expectativas, debió regresar al rol.

## Vida posterior
Tras el juicio, Blanca Errázuriz se trasladó a San Francisco, California, donde obtuvo finalmente la custodia total de su hijo. Posteriormente emigró a Japón antes de regresar con su hijo a Chile. El 22 de diciembre de 1921 se casó en Santiago con Fernando Santa Cruz Wilson, hijo de Vicente Santa Cruz Vargas, de quien posteriormente también se separó.
En 1940, a los 47 años, se suicidó en la casona familiar de la Quinta Vergara, que perteneció a su familia materna desde mediados del siglo XIX. Su hijo John murió a los meses, de causas desconocidas. 

Después de la muerte de Blanca, su madre, Blanca Vergara, vendió la casa quinta a la municipalidad de Viña del Mar, en 1941. 

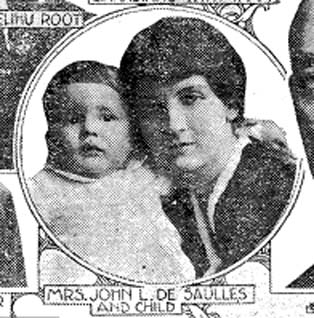
Blanca Errázuriz junto a su hijo John, en 1917.